# Оппенгеймы

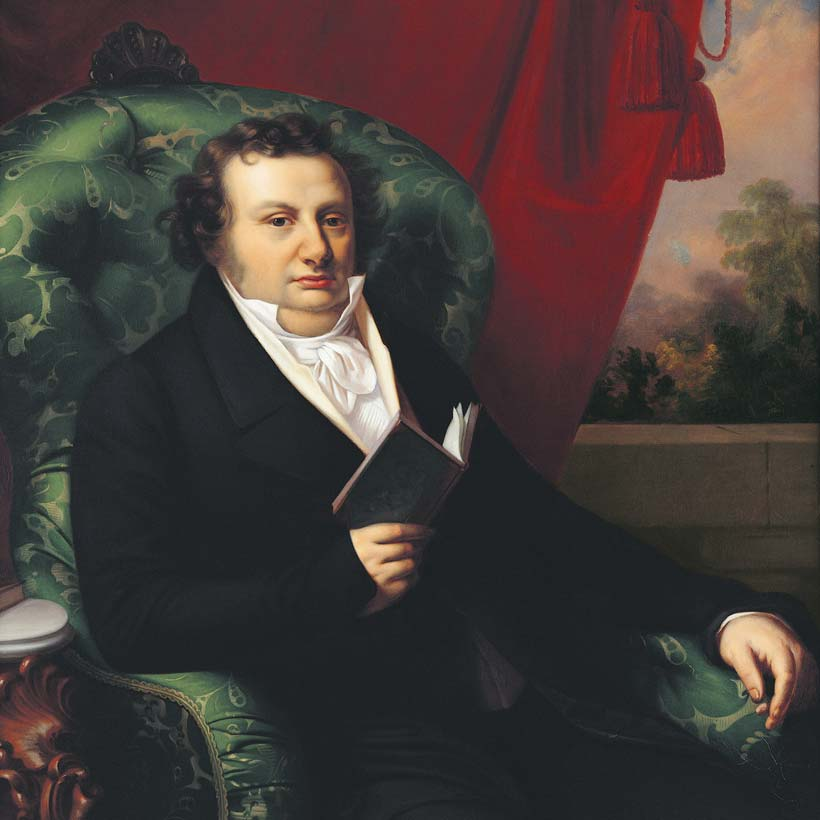
Неизвестный художник: Портрет Саломона Оппенгейма-младшего (1772—1828)

Оппенгеймы — западноевропейская финансовая династия еврейского происхождения, имеющая в своем составе банкиров, предпринимателей, политиков, учёных и меценатов. Происходит из города Оппенхайм в Рейнланд-Пфальце. Первые известия о представителях относятся к 18 веку во Франкфурте-на-Майне.

## Представители рода
- Саломон Оппенгейм-младший (1772—1828) — основатель Банкирского дома Оппенгейм
- Абрахам Оппенгейм (1804—1878) — немецкий банкир и меценат.
- Альберт фон Оппенгейм (1834—1912) — совладелец Банкирского дома Оппенгейм, знаменитый собиратель произведений искусства, меценат.
- Макс фон Оппенгейм (1860—1946) — дипломат, ориенталист и археолог.
- Фридрих Карл фон Оппенгейм (1900—1978) — немецкий банкир и европейский политик.

## Потомки Саломона Оппенгейма-младшего в других родах
- Антон фон Арко ауф Валлей (1897—1945) — убийца первого баварского премьер-министра Курта Эйснера 21 февраля 1919.
- Карлфрид Дюркгейм (1896—1988) — немецкий психолог, дипломат Третьего рейха.